# Havrania skala (Slovenský kras)
Havrania skala je národní přírodní rezervace v oblasti Slovenský kras. Nachází se katastrálním území obcí Hačava a Bôrka v okrese Košice-okolí a v okrese Rožňava v Košickém kraji. Území bylo vyhlášeno v roce 1982 na rozloze 147,14 ha. Ochranné pásmo nebylo stanoveno. Na území rezervace leží propast a jeskyně Snežná diera a Ľadová jeskyně.